# Juan Manuel López (piloto)
Juan Manuel López, (Buenos Aires, Argentina; 9 de marzo de 1980), conocido popularmente como «Cochito» López, es un piloto argentino de automovilismo. Se destacó a nivel nacional e internacional, habiendo competido en categorías como el Turismo Competición 2000, el Top Race V6 y el Open Internacional de GT. Es hijo del ex campeón de TC 2000 Torneo Presentación año 1979 con Peugeot 504, Osvaldo «Cocho» López, motivo por el cual heredó su apodo.
Fue el primer piloto en liderar una competencia de TC 2000 a bordo de un vehículo de la marca Alfa Romeo (Alfa Romeo 146), y el primero y único en obtener un podio con esta marca hasta la actualidad. Compitió en Europa de 1997 al año 2000 en Formula Vauxhall Inglesa, F3 Italiana y F3 Británica y en las másteres internacionales de F3 de Pau (Francia), Zandvoort (Países Bajos), Spa (Bélgica) y Macau (China) obteniendo grandes logros.
Debutó en el TRV6 en 2005, siendo compañero de equipo de Juan María Traverso y defendiendo los colores del Club Atlético River Plate, equipo del cual es simpatizante y cuya dirección deportiva, estuvo a cargo de su padre «Cocho» López.
En 2008, López regresó a Europa a competir en el Open Internacional de GT. En 2010 añadió a este el Campeonato de España de Gran Turismos, en compañía de piloto portugués Manuel Giao, a bordo de un Ferrari F430 GT del equipo Aurora Racing. Ese año logró alzarse con el título de campeón de España de GT2, mientras que alcanzó el subcampeonato en el Open Internacional, y fue el piloto más ganador en una temporada en la historia de la categoría con 7 victorias sobre 11 carreras disputadas.
Este mismo año, fue invitado por la Scudería Fiat para conformar uno de los binomios que tomaron parte en la carrera de los 200 km de Buenos Aires del TC 2000. Allí, López compartió la conducción de un Fiat Linea con Ignacio Char. Fue el único de los cinco binomios del equipo oficial de la filial de Fiat en arribar a la bandera a cuadros.
En 2011 fue 4.º en el campeonato europeo de GT2 con cuatro triunfos siendo el piloto más ganador en la temporada, al año siguiente compitió junto al piloto italiano ex-Fórmula 1 Andrea Montermini en el equipo Villorba Corse donde con dos victorias podios fueron quintos en el torneo.
Actualmente se desempeña como comentarista de Fórmula 1 para Hispanoamérica junto a Fernando Tornello, Juan Fossaroli, entre otros periodistas.

## Resumen de carrera
| Temporada | Categoría                                      | Equipo                                   | Carreras | Victorias | Poles | VR | Podios | Puntos | Pos. |
| --------- | ---------------------------------------------- | ---------------------------------------- | -------- | --------- | ----- | -- | ------ | ------ | ---- |
| 1995      | Fórmula Renault Argentina                      | Autocrédito Competición Juan José Ramini | 13       | 0         | 0     | 0  | 0      | 14     | 19.º |
| 1996      | Fórmula Renault Argentina                      | Autocrédito Competición Juan José Ramini | 12       | 0         | 0     | 0  | 0      | 19     | 13.º |
| 1997      | Campeonato Sudamericano de Superturismos       | Race Car                                 | 2        | 0         | 0     | 0  | 0      | 7      | 18.º |
| 1997      | Fórmula 3 Sudamericana                         |                                          | ?        | 0         | 0     | 0  | 0      | 8      | 16.º |
| 1997      | Fórmula Renault Argentina                      | ?                                        | 0        | 0         | 0     | 0  | 6      | 22.º   |      |
| 1998      | Fórmula Súper Renault Argentina                | Rubén Rullo                              | 12       | 0         | 1     | 0  | 3      | 66     | 6.º  |
| 1999      | Masters de Fórmula 3                           | Prema Powerteam                          | 1        | 0         | 0     | 0  | 0      | N/A    | 18.º |
| 1999      | Fórmula 3 Británica                            | Prema Powerteam                          | 1        | 0         | 0     | 0  | 0      | 0      | NC   |
| 1999      | Gran Premio de Macao                           | Prema Powerteam                          | 1        | 0         | 0     | 0  | 0      | N/A    | DNF  |
| 1999      | Campeonato de Italia de Fórmula 3              | Prema Powerteam                          | 18       | 1         | 0     | 2  | 6      | 140    | 6.º  |
| 1999      | Copa Europea de Fórmula 3 de la FIA            | Prema Powerteam                          | 1        | 0         | 0     | 0  | 0      | N/A    | 7.º  |
| 2000      | Fórmula 3 Británica                            | Manor Motorsport                         | 9        | 0         | 0     | 0  | 0      | 6      | 16.º |
| 2000      | Copa Europea de Fórmula 3 de la FIA            | Manor Motorsport                         | 1        | 0         | 0     | 0  | 0      | N/A    | 10.º |
| 2001      | Turismo Competición 2000                       | Alfa Squadra                             | 11       | 0         | 0     | 0  | 0      | 4      | 26.º |
| 2001      | Campeonato Sudamericano de Superturismos       | Quadrifoglio Corse                       | 1        | 1         | 0     | 1  | 1      | 20     | N/A  |
| 2002      | Turismo Competición 2000                       | CL Racing                                | 9        | 0         | 0     | 0  | 1      | 13     | 18.º |
| 2002      | Top Race                                       | CL Racing                                | 1        | 0         | 1     | ?  | ?      | ?      | ?    |
| 2003      | Turismo Competición 2000                       | Quadrifoglio Sport                       | 13       | 0         | 0     | 0  | 1      | 2      | 28.º |
| 2004      | Turismo Nacional - Clase 3                     |                                          | 5        | 0         | 0     | 0  | 0      | 24     | 36.º |
| 2005      | Top Race V6                                    | River Plate Motorsport                   | 9        | 0         | 0     | 0  | 0      | 65     | 11.º |
| 2006      | Top Race V6                                    | River Plate Motorsport                   | 3        | 0         | 1     | ?  | ?      | 92     | 11.º |
| 2007      | Turismo Competición 2000                       | Sportteam Competición                    | 1        | 0         | 0     | 0  | 0      | 0      | NC†  |
| 2007      | Top Race V6                                    | River Plate Motorsport                   | 3        | 0         | 0     | 0  | 0      | 49     | 18.º |
| 2007      | Top Race V6                                    | Halcón Motorsport                        | 9        | 0         | 0     | 0  | 0      | 49     | 18.º |
| 2007      | Campeonato de España de GT - Super GT          |                                          | 12       | 7         | ?     | ?  | 11     | 98     | 1.º  |
| 2008      | Top Race V6                                    | Crespi Competición                       | 5        | 0         | 0     | 0  | 0      | 1      | 51.º |
| 2008      | Top Race V6                                    | ORO Racing Team                          | 1        | 0         | 0     | 0  | 0      | 1      | 51.º |
| 2009      | Carrera de la Historia de Top Race - Invitados | Abraham Sport Racing                     | 1        | 0         | 0     | 0  | 0      | N/A    | 15.º |
| 2009      | International GT Open - Super GT               | Exakt Racing                             | 2        | 0         | 0     | 0  | 0      | 0      | NC   |
| 2009      | Campeonato de España de GT - Super GT          | Aurora Racing                            | 11       | 4         | 0     | 0  | 7      | 77     | 3.º  |
| 2009      | Campeonato de España de GT - Super GT          | Exakt Racing                             | 11       | 4         | 0     | 0  | 7      | 77     | 3.º  |
| 2010      | International GT Open - Super GT               | Aurora Racing Team                       | 2        | 0         | 0     | 0  | 1      | 9      | 16.º |
| 2010      | Campeonato de España de GT - Super GT          | Aurora Racing Team                       | 12       | 7         | 2     | 1  | 11     | 98     | 1.º  |
| 2010      | Turismo Competición 2000                       | Scuderia Fiat                            | 1        | 0         | 0     | 0  | 0      | 0      | NC†  |
| 2011      | International GT Open - Super GT               | Vittoria Competizioni                    | 16       | 4         | 1     | 0  | 7      | 74     | 5.º  |
| 2012      | International GT Open - Super GT               | Scuderia Villorba                        | 16       | 2         | 0     | 0  | 7      | 65     | 9.º  |
| 2014      | International GT Open - Super GT               | Drivex School                            | 2        | 0         | 0     | 0  | 0      | 0      | NC   |
| Fuente:   |                                                |                                          |          |           |       |    |        |        |      |

- † López era piloto invitado, por lo que no sumó puntos.

## Resultados

### Turismo Competición 2000
| Año  | Equipo                | Auto            | 1    | 2   | 3     | 4     | 5   | 6    | 7   | 8    | 9      | 10     | 11  | 12    | 13    | 14    | Res. | Puntos |
| ---- | --------------------- | --------------- | ---- | --- | ----- | ----- | --- | ---- | --- | ---- | ------ | ------ | --- | ----- | ----- | ----- | ---- | ------ |
| 2001 |                       |                 | RAF  | RC  | BB    | SJU I | PAR | BA I | OBE | AG I | SJO    | SJU II | MDA | RES   | AG II | BA II | 26°  | 4      |
| 2001 | Alfa Squadra          | Alfa Romeo 146  |      | 17  | 14    |       | Ret | Ret  | Ret | Ex.  | 10     | NL     | 12  |       | 8     | 12    | 26°  | 4      |
| 2002 |                       |                 | GR   | RC  | SJU I | BB    | RES | OBE  | AG  | SAL  | SJU II | PAR    | BA  | SRA   | PIG   | MDP   | 18°  | 13     |
| 2002 | CL Racing             | Alfa Romeo 146  | Ret  | Ret |       |       | 10  | Ret  | Ret |      | 3      | 15†    | Ret |       | Ret   | 12    | 18°  | 13     |
| 2003 |                       |                 | SL I | GR  | TRE   | SJU   | BB  | OBE  | RC  | SAL  | RES    | SR     | BA  | SL II | AG    | MDP   | 28°  | 2      |
| 2003 | Quadrifoglio Sport    | Alfa Romeo 146  | Ret  | Ret | 9     | NL    | 15  | Ret  | Ret |      | Ret    | Ret    | Ret | 12†   | Ret   | Ret   | 28°  | 2      |
| 2007 |                       |                 | CR   | GR  | BB    | SMM   | SJU | SP   | AG  | SFE  | SRA    | VIE    | BA  | OBE   | SL    | PDE   | -    | -      |
| 2007 | Sportteam Competición | Volkswagen Bora |      |     |       |       |     |      |     |      |        |        | Ret |       |       |       | -    | -      |
| 2010 |                       |                 | PDE  | SMM | GR    | AG    | RES | TRH  | LR  | SFE  | SFE    | CEN    | OBE | BA    | PDF   |       | -    | -      |
| 2010 | Scuderia Fiat         | Fiat Linea      |      |     |       |       |     |      |     |      |        |        |     | 11    |       |       | -    | -      |